# The Descent
The Descent (no Brasil: Abismo do Medo) é um filme de terror britânico de 2005 escrito e dirigido por Neil Marshall. O filme segue um grupo de mulheres que estão em uma expedição a uma caverna e acabam presas no subsolo, precisando lutar para sobreviver quando são atacadas. O filme é vencedor do Saturn Award de 2007 na categoria Melhor Filme De Horror.

## Sinopse
Seis amigas se aventuram numa caverna, descendo com cordas e lanternas até a saída do outro lado do buraco. Só que uma rocha se desprende e bloqueia a saída. Enquanto buscam uma escapatória, enfrentam estranhas criaturas que começam a surgir.
| 2006 | Saturno Award | Melhor Filme de Terror | Abismo do Medo | Ganhou |

## Recepção
No agregador de resenhas Rotten Tomatoes, o filme tem uma aprovação de 86%, baseado em 183 resenhas. De acordo com o site, o consenso crítico do filme diz: "Direção hábil e performances forte de seu guia de elenco feminino The Descent, um filme de terror claustrofóbico e fascinante". 

## Elenco
- Shauna Macdonald.....Sarah
- Natalie Jackson Mendoza.....Juno
- Alex Reid.....Beth
- Saskia Mulder.....Rebecca
- Nora-Jane Noone.....Holly
- MyAnna Buring.....Sam
- Oliver Milburn.....
- Molly Kayll.....Jessica
- Catherine Dyson.....
- Julie Ellis.....